# Trácia (província romana)
Trácia (em búlgaro:  Тракия; ) foi uma província do Império Romano. Ela foi estabelecida em 46 quando o estado cliente romano dos trácios, que habitavam a região da Trácia, foi anexado por ordem do imperador Cláudio (r. 41–54).

## Reorganização

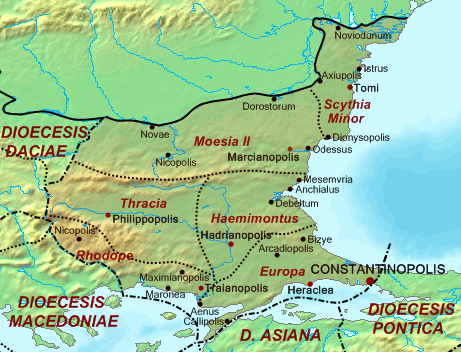
Diocese da Trácia.

Por causa da crescente dificuldade para conter as numerosas revoltas internas e defender as extensas fronteiras do império, Diocleciano realizou uma grande reforma administrativa a fim de facilitar as operações militares: ele nomeou Galério como seu césar no oriente enquanto que seu par no ocidente, Maximiano, fez o mesmo, nomeando Constâncio Cloro. Ele também reorganizou todas as províncias, eliminando todas as regiões augustas, que eram divididas em imperiais e senatoriais. Ele criou novas circunscrições administrativas, principalmente as dioceses), que eram três para cada um dos tetrarcas, eram governadas por vigário e se subdividiram em 101 províncias.
O território da Trácia foi dividido em quatro províncias: a Trácia propriamente dita e as províncias de Hemimonto, Ródope e Europa. Todas ficaram sob a jurisdição da Diocese da Trácia, que por sua vez fazia parte da Prefeitura pretoriana do Oriente. A capital da nova província da Trácia passou a ser Filipópolis.

## Anos finais
No início do século V, conforme ruía o Império Romano, a Trácia passou a ser governada por líderes germânicos independentes. Com a queda do Império Romano do Ocidente, a região passou a ser um campo de batalha, uma situação que perdurou pelos próximos 1 000 anos. A porção oriental do império, conhecida como Império Bizantino, manteve o controle da região até o século VIII, quando mais da metade da região, ao norte, foi incorporada pelo Império Búlgaro enquanto que a seção mais ao sul e leste foi reorganizada no Tema da Trácia. Os bizantinos conseguiram reconquistar o território perdido no século XI e administrou-o até a reconquista búlgara no final do século XII. Por todo o século seguinte e metade do século XIV, a região trocou de mãos por diversas vezes entre búlgaros e bizantinos.
Finalmente, em 1352, os turcos otomanos fizeram a sua primeira incursão na região, subjugando-a completamente no espaço de duas décadas e ocupando-a pelos cinco séculos seguintes, encerrando definitivamente o domínio romano na região.